# Demasiado tarde (película)
Demasiado tarde (en francés Au-delà des grilles, en italiano Le mura di Malapaga) es una película franco-italiana de 1949, dirigida por René Clément y producida por Alfredo Guarini con base en un guion de Cesare Zavattini, Suso Cecchi d'Amico y Alfredo Guarini adaptado por Jean Aurenche y Pierre Bost. La banda sonora fue compuesta por Roman Vlad y la cinematografía es de Louis Page. Los protagonistas de la cinta son Jean Gabin e Isa Miranda.

## Trama
Jean Gabin interpreta a un criminal francés, Pierre Arrignon, que ha matado a su amante infiel y se refugia en Génova (Italia), donde conoce a Marta Manfredini (interpretada por Isa Miranda), camarera de un restaurante. Entre ellos se estrecha un breve idilio, amenazado por los celos de la hija de Marta, Cecchina, celos tan intensos que rozan el odio. La cinta se desarrolla en Italia, pero los diálogos son en francés.

## Reparto
- Jean Gabin como Pierre Arrignon.
- Isa Miranda como Marta Manfredini.
- Vera Talchi como Cecchina, la hija de Marta.
- Andrea Checchi como Giuseppe, el marido de Marta.
- Robert Dalban como el marino.
- Ave Ninchi como Maria, vecina.
- Checco Rissone como el falsificador.
- Renato Malavasi como el dentista.
- Carlo Tamberlani como el comisario.
- Vittorio Duse como el agente.

## Premios
Demasiado tarde fue una cinta que en su momento tuvo grandes reconocimientos, ganando incluido un Óscar a la mejor película extranjera y tanto Clément como Miranda fueron premiados en el Festival de Cannes 1949. En la actualidad, sin embargo, es poco conocida y es inusual encontrar copias de la cinta.